# Mek
Mek är en tidigare tätort i Molde kommun i Møre og Romsdal fylke i västra Norge. Orten ligger vid fylkesväg 662, väster om staden Molde.
Bebyggelsen i orten räknas numera som en del av tätorten Molde.
Tidigare har orten tillhört dåvarande Bolsøy kommun.